# Yang Yung-wei
Yang Yung-wei (chiń. 楊勇緯; pinyin Yáng Yǒngwěi, Drangadrang ;ur. 28 września 1997) – tajwański judoka. Dwukrotny olimpijczyk. Srebrny medalista z Tokio i siódmy w Paryżu. Walczył w wadze ekstralekkiej.
Wicemistrz świata w 2024, trzeci w 2022 i siódmy w 2019; uczestnik zawodów w 2018, 2023 i 2025. Startował w Pucharze Świata w latach 2016-2019 i 2023. Triumfator igrzysk azjatyckich w 2022 i trzeci w 2018. Zdobył pięć medali mistrzostw Azji w latach 2019 - 2025. Wicemistrz Uniwersjady w 2023.

## Letnie Igrzyska Olimpijskie 2020
| Konkurencja | Eliminacje               | Eliminacje                 | Finały                | Finały                 | Klas. końcowa |
| Konkurencja | Przeciwnik I             | 1/4                        | 1/2                   | Finał                  | Miejsce       |
| ----------- | ------------------------ | -------------------------- | --------------------- | ---------------------- | ------------- |
| 60 kg       | Janisław Gerczew (BGR) Z | Tornike Tsjakadoea (NED) Z | Luka Mkheidze (FRA) Z | Naohisa Takatō (JPN) P | 2.            |

## Letnie Igrzyska Olimpijskie 2024
| Konkurencja | Eliminacje             | Eliminacje             | Repasaże               | Klas. końcowa |
| Konkurencja | Przeciwnik I           | 1/4                    | Przeciwnik I           | Miejsce       |
| ----------- | ---------------------- | ---------------------- | ---------------------- | ------------- |
| 60 kg       | Andrea Carlino (ITA) Z | Jełdos Smietow (KAZ) P | Ryūju Nagayama (JPN) P | 7.            |